# Geositta isabellina
El minero grande  (Geositta isabellina) es una especie de ave paseriforme perteneciente al género Geositta de la familia Furnariidae. Es nativo de la región andina del suroeste de Sudamérica.

## Nombres comunes
Aparte de minero grande (en Chile), en Argentina se le denomina también caminera grande, caminera de alas largas, caminera morada, caminera baya, caminera grande pálida, caminera isabelina, caminera negra, o pachurra amarillenta.

## Distribución y hábitat
Se distribuye en los Andes del centro de Chile (Atacama hacia el sur hasta Talca) y extremo centro oeste de Argentina (Catamarca, San Juan, Mendoza); en los inviernos hacia el norte hasta Antofagasta.
Esta especie es considerada de rara a poco común en sus hábitats naturales, las laderas rocosas con praderas y herbazales semidesérticos, abiertos, de montaña, entre los 3000 y 4500 m de altitud, pero más bajo en los inviernos.

## Sistemática

### Descripción original
La especie G. isabellina fue descrita originalmente por los ornitólogos alemanes Rodolfo Amando Philippi y Christian Ludwig Landbeck en el año 1864, bajo el nombre científico de: Certhilauda isabellina. Su localidad tipo es: «cordillera de la provincia de Santiago, Valle Largo y Los Piuquenes, entre 7000 y 10 000 pies [entre 2100 y 3000 msnm], Chile.».

### Etimología
El nombre genérico femenino «Geositta» es una combinación de la palabra griega «geō»: suelo, y del género Sitta, con quien se pensaba que se asemejaban las especies de este género en la época de la descripción; y el nombre de la especie «isabellina», proviene del latín moderno «isabellinus»: de color isabelino, amarillo grisáceo.

### Taxonomía
Los datos genéticos indican que la presente especie hace parte de un clado que también incluye Geositta saxicolina, G. antarctica y G. maritima. Es monotípica.